# Батурски Рзав
Батурски Рзав је лева саставница Белог Рзава, чији је речни ток дужине 6,44km, површине слива 9,67km².
Настаје у Великој Батури спајањем неколико повремених токова који дренирају североисточне падине Звијезде, односно Велику Пивницу на западној граници НП Тара. Тече у правцу запад-исток. У изворишном делу се налази тресава Мала Батура.
Готово целом дужином тока је бициклистичка стаза, којом се од Митровца преко северног дела Хидроакумулације Крушчица може стићи до Предовог крста.